# سفارة الولايات المتحدة في نيوزيلندا
سفارة الولايات المتحدة في نيوزيلندا هي أرفع تمثيل دبلوماسي لدولة الولايات المتحدة لدى نيوزيلندا. تقع السفارة في Thorndon, New Zealand ‏ وهي تهدف لتعزيز المصالح الأمريكية في نيوزيلندا.

## وصلات خارجية
- قائمة سفارات الولايات المتحدة
- قائمة السفارات في نيوزيلندا